# Solfara Passarello
La solfara Passarello o miniera Passarello  è una miniera di zolfo sita in provincia di Agrigento, in territorio del comune di Licata, nelle immediate vicinanze della stazione di Favarotta, nei pressi dell'omonimo torrente.
Aperta tra il 1830 e il 1838 ha fornito zolfo esportato in tutto il mondo, tramite il Porto di Licata ed è, stata coltivata fino agli anni '60
.